# Henry P. Warner
Henry P. Warner (* 15. Juli 1940 in East Harlem, New York City; † 9. April 2014) war ein US-amerikanischer Free-Jazz-Musiker (Altsaxophon, Klarinette, Flöte).

## Leben und Wirken
Warner begann seine Musikerkarriere als Posaunist und Sänger einer Highschool-Tanzband. Anschließend spielte er in einer lokalen Latinband und besuchte mehrere Musikschulen. Ab den 1970er-Jahren arbeitete er in der New Yorker Loft- und Avantgarde-Szene u. a. mit Musikern wie Billy Bang, Roy Campbell, Earl Freeman, Frank Lowe, Zane Massey, Jemeel Moondoc, Sunny Murray, William Parker und Blaise Siwula. Im Bereich des Jazz war er zwischen 1974 und 2003 an neun Aufnahmesessions beteiligt. Mit seiner Formation The Bakery trat er in verschiedenen New Yorker Jazzclubs auf, wie im Slug’s, Ali’s Alley, Sweet Basil und im Henry Street Playhouse. Warner arbeitete außerdem mit Theatergruppen, für Fernsehen und Radio und trat bei den Feierlichkeiten zu Duke Ellingtons hundertsten Geburtstag im Lincoln Center auf. Noch 2003 gastierte er mit William Parkers Jeanne Lee Project auf dem New Yorker Vision Festival. In seinen späteren Jahren unterrichtete er am MindBuilders Creative Arts Center in der Bronx. Zuletzt lebte er in Mount Vernon (New York).

## Diskographische Hinweise
- Henry P. Warner / Earl Freeman / Philip Spigner: Freestyle Band (1984; Wiederveröffentlichung 2012 auf NoBusiness Records[1][4])
- Henry P. Warner & Blu Nile IV: The Art of the Ensemble (2001), mit Chris Parker, Radu Williams, Andrei Strobert, Gerard Faroux, Kelley Parker
- Vibrational Therapists: The Radius of the Mind (2002), mit Chris Parker, Chad Anderson